# Черкесов, Александр Александрович
Алекса́ндр Алекса́ндрович Черке́сов (27 июля 1838 года, Москва — 11 ноября 1911 или 1913 года) — юрист, общественный деятель, издатель, книготорговец.

## Биография
Родился в 1838 г. в Москве. Отец — Александр Павлович Черкесов, помещик, владелец имения Стан с лесным и земельным участком в Череповецком уезде Новгородской губернии, отставной коллежский асессор, умер 22 марта 1862 года в 74-летем возрасте. Мать — Екатерина Ивановна Черкесова, урождённая княжна Девлет-Кильдеева, умерла 5 ноября 1849 году на сорок третьем году жизни. Александр Павлович и Екатерина Ивановна Черкесовы похоронены на кладбище Новодевичьего монастыря (Москва).
Начав учиться в Императорском училище правоведения в Санкт-Петербурге, Александр Черкесов в 1853 году перешёл в Императорский Александровский лицей. В Лицее сдружился с братьями Александром и Николаем Серно-Соловьевичами. Окончил Александровский лицей в 1857 году (22-й выпуск) с чином Коллежского секретаря (XII класс Табели о рангах).
В 1857 году поступил в Государственную канцелярию Государственного Совета «сверх штата», откуда перешёл также «сверх штата» в канцелярию Московского генерал-губернатора. Служил чиновником особых поручений при Ярославской палате государственных имуществ. В 1860 году вышел в отставку. В 1861 году переехал в Санкт-Петербург, а в 1862—1865 годах путешествовал за границей (Лондон, Париж, Цюрих). 
В 1866 году женился на дочери декабриста Ивашева Вере Васильевне Ивашевой, переводчице и общественной деятельнице. В 1868 году открыл книжный магазин и библиотеку для чтения. В 1869 году избран мировым судьей. С 30 ноября 1869 года по 10 февраля 1870 года находился под арестом.
В 1874 году вышел из товарищества, которое управляло делами книжного магазина и библиотеки для чтения и приобрёл имение Поповка (в 30 верстах от Петербурга по Николаевской железной дороге), где пытался вести эффективное хозяйство. Стал попечителем над земской школой в соседней деревне Чернышево. В 1876—1894 годах занимал должность присяжного поверенного при Санкт-Петербургской судебной палате.

## Адвокатская деятельность
Избирался мировым судьей 30-го участка в Спасской части СПб (апрель 1869 года). В 1872 году был избран почетным мировым судьей по Царскосельскому уезду, утвержден Сенатом, но освобожден по высочайшему повелению. В конце XIX — начале XX века — мировой судья в Ковно, затем в Шавле (Литва). Был присяжным поверенным окружной Санкт-Петербургской палаты, участвовал в политическом «процессе 193-х» (1877—1878), служил юрисконсультом Николаевской железной дороги, присяжным стряпчим при Коммерческом суде.

## Общественная деятельность
Общественный деятель 1860-х годов. Единомышленник Александра Герцена и Николая Огарёва, член тайного общества «Земля и воля». В 1862 году принял участие в устройстве нелегальной типографии в своем имении Стан в Череповецком уезде Новгородской губернии, из-за угрозы ареста уехал за границу. Жил в Женеве на одной квартире с товарищем по Лицею А. А. Серно-Соловьевичем. С апреля 1863 года по январь 1865 года жил в Цюрихе, где в качестве вольнослушателя слушал лекции по механике, химии и технологии, работал в лаборатории Политехнической школы.
В 1865 году вернулся в Россию, был арестован, привлекался к следствию по подозрению в связях с лондонскими пропагандистами Герценом и Огаревым. Вторично арестован в 1869 году из-за связей приказчика его московского книжного магазина Петра Успенского с организацией Сергея Нечаева «Народная расправа», признан невиновным, но оставлен под надзором.

## Книгоиздание и книгораспространение
Книгопродавец и издатель демократического направления, владелец книжных магазинов в Санкт-Петербурге и Москве и одной из лучших частных библиотек. В конце 1861 году принимал непосредственное участие в создании книжного магазина Николая Серно-Соловьевича (Невский проспект, 24). После ареста Серно-Соловьевича в 1862 г., вложив личные деньги в книжный магазин, был признан его владельцем и с 1865 г. добивался разрешения продолжить книжное дело. Наконец 7 января 1868 года на Невском проспекте, д. 54 открыл книжный магазин и библиотеку для чтения. По воспоминаниям О. К. Булановой-Трубниковой,
книжное дело Черкесов повел, преследуя те же цели, что и братья Серно-Соловьевичи: снабжение «здоровой» книгой студенчества и провинции по пониженным ценам, а при случае… и распространения запрещенной литературы.
Главным приказчиком Александра Черкесова был его единомышленник Василий Евдокимов. В начале 1874 года образовалось товарищество «Черкесов и Ко», из которого в Черкесов вышел в июле того же года. Книготорговая фирма и библиотека для чтения продолжили деятельность под тем же названием вплоть до национализации в 1919 году и преобразования в «Центральную коммунальную библиотеку».
Среди изданных книг: «Происхождение человека» Чарльза Дарвина; «Иллюстрированная история животных» Брема; трактаты по физике Д. Тиндаля; «История восемнадцатаго столетия и девятнадцатаго до падения Французской империи» Ф. Шлоссера; «История цивилизации в Англии» Г. А. Бокля; Сочинения А. Н. Радищева в 2-х томах (уничтожены в 1873 году по решению цензуры). Преследованию подвергались и другие издания. 
С 1870 года — комиссионер Императорской Академии наук. Сотрудничал с женской артелью издательниц и переводчиц.